# Storia dell'Atalanta Bergamasca Calcio
Questa voce tratta la storia dell'Atalanta Bergamasca Calcio, società calcistica italiana con sede a Bergamo, dalle origini al III millennio.

## Storia

### I primi vent'anni (1900-1920)

#### Gli albori dello sport bergamasco

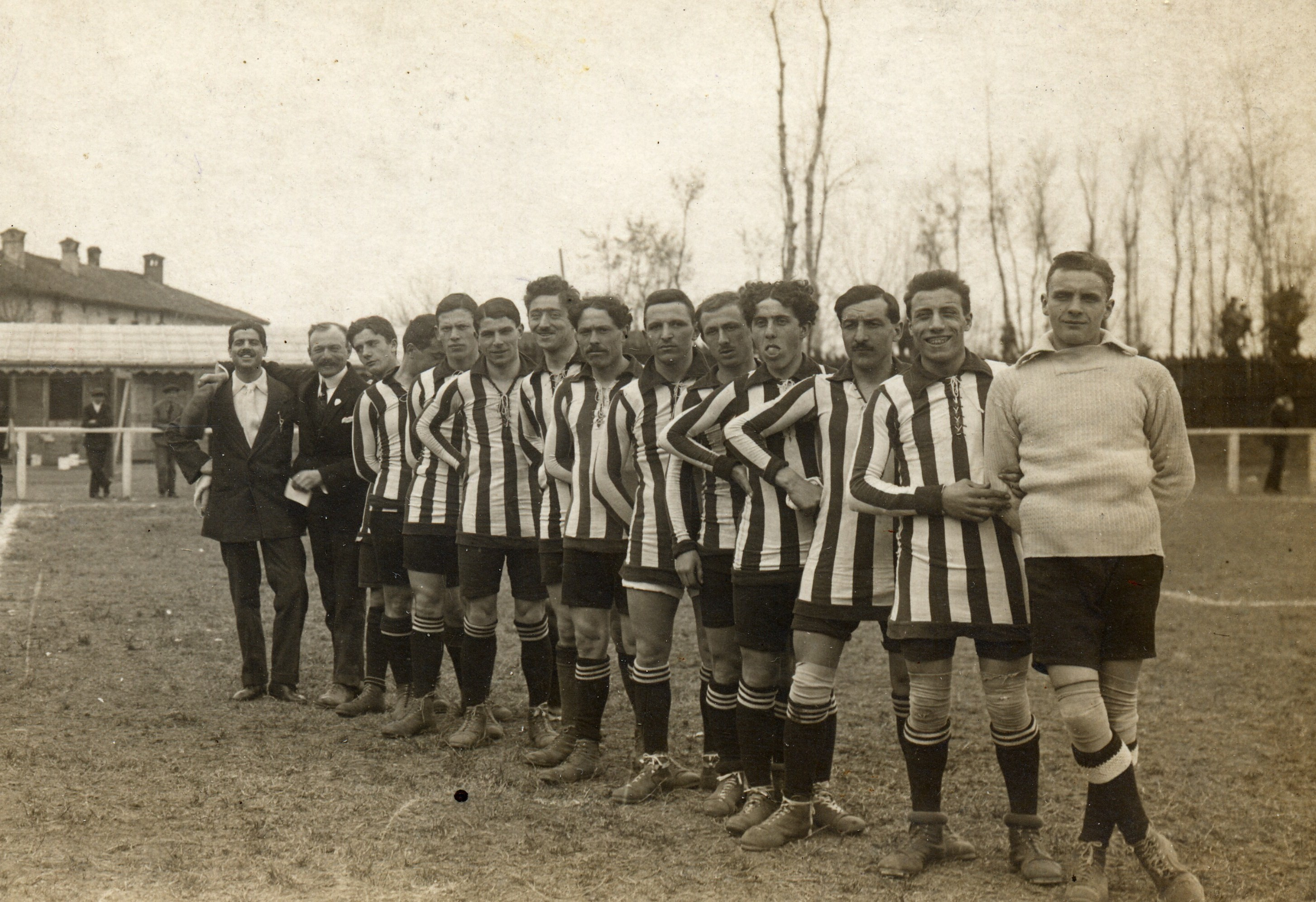
L'Atalanta della stagione 1913-1914

L'Atalanta Bergamasca Calcio trae le sue origini dalla scissione dalla "Giovane Orobia" nata nel 1901. La prima società di calcio a Bergamo è il Foot-Ball Club Bergamo, fondato da emigranti svizzeri nel 1903, che prende parte a campionati lombardi FIF fino al 1910 (dal 1909-10 campionati FIGC).
Fondata il 17 ottobre 1907 dagli studenti liceali Eugenio Urio, Gino e Ferruccio Amati, Alessandro Forlini e Giovanni Roberti come "Società Bergamasca di Ginnastica e Sports Atletici Atalanta", l'Atalanta deriva il suo nome dall'omonima eroina della mitologia greca. Già dal 1907 la società crea la propria sezione calcio, sodalizio ufficialmente riconosciuto dalla FIGC solo nel 1914, all'atto dell'inaugurazione e collaudo del campo di gioco: fino a quell'anno i bergamaschi, all'epoca con colori sociali bianconeri, avevano giocato solo partite amichevoli prima nella Piazza d'Armi della città e in un secondo momento nel Campo di Marte, un terreno sconnesso situato tra le vie Suardi e Fratelli Cairoli nel centro cittadino.
Il primo campo omologato, situato a Bergamo in via Maglio del Lotto, di 90x45 metri e provvisto di una tribuna con 1000 posti a sedere, è a ridosso della ferrovia, tanto che all'inaugurazione ufficiale nel maggio 1914 un treno proveniente da Milano in fase di ingresso in stazione rallenta ulteriormente per permettere ai viaggiatori di assistere ad alcune fasi della partita. A volerne fortemente la realizzazione era stato Pietro Carminati, un merciaio che in quegli anni dirigeva la sezione calcio della società. Oltre che nel calcio, per diversi anni la società bergamasca fu attiva anche in altri sport tra i quali spiccano ginnastica, atletica, scherma e nuoto: tre atleti tesserati dall'Atalanta presero anche parte ai Giochi Olimpici. Due (Alfonso Orlando, già campione italiano nei 5000 metri a Roma nel 1911, e Guido Calvi) a quelli di Stoccolma nel 1912, con Orlando quinto classificato nella gara dei 5000 metri (all'epoca il miglior risultato mai ottenuto in una qualunque disciplina tra quelle dell'atletica leggera dall'Italia ai Giochi Olimpici) e Calvi eliminato in batteria, e uno (Costante Lussana) sempre sulla stessa distanza ai Giochi di Anversa nel 1920. Tra gli atleti tesserati con i nerazzurri in questi anni figura anche Pietro Nava, che stabilì vari record nazionali nel lancio del martello.

#### Il calcio sotto la Grande Guerra
Per quanto riguarda invece la sezione calcistica, nella stagione 1914-1915, la prima a livello ufficiale, la squadra partecipa alle eliminatorie del campionato di Promozione (la seconda serie dell'epoca), classificandosi seconda nel girone B e riportando un lusinghiero quarto posto nel girone finale. Durante la sospensione dell'attività ufficiale dovuta allo scoppio della prima guerra mondiale, l'Atalanta prende comunque parte a diversi tornei amichevoli lungo tutta la durata del conflitto: il primo è la Coppa Lissone, vinta dalla Pro Lissone padrona di casa in finale per 2-1 proprio contro l'Atalanta, che aveva vinto il suo girone eliminatorio schierando una delle sue formazioni giovanili dal momento che i calciatori della prima squadra erano quasi tutti andati a combattere. In seguito i bianconeri partecipano alla Coppa Lombardia nel 1916 e alla Coppa Legnano (1916-1917). Successivamente, a causa dei problemi economici dovuti al conflitto la società per sopravvivere è costretta a vendere il terreno su cui sorgeva il campo di via Maglio del Lotto, restando quindi senza un campo "stabile" su cui giocare. L'11 novembre 1918, una settimana dopo la fine della guerra, Antonio Festa (ex calciatore della Bergamasca, l'altra squadra della città) con l'appoggio di Carlo Fenili e Francesco Berneri fonda il Circolo Studentesco, volto a ricreare entusiasmo in città intorno al calcio.

#### Il primo dopoguerra
All'inizio del 1919 l'Atalanta riprende l'attività, ritrovandosi però al primo raduno con un parco giocatori ridotto al minimo: sono infatti presenti solamente undici giocatori, due dei quali sono portieri. A risolvere il problema pensa però Francesco Angarano, portiere celebre per la sua agilità fra i pali, che si offre volontario per giocare come centromediano (l'unico ruolo che rimaneva scoperto).
Il principale problema dell'Atalanta è però relativo al reperimento di un terreno di gioco adeguato alla disputa di un campionato ufficiale in sostituzione del vecchio impianto di via Maglio del Lotto; a proporre una soluzione al consigliere Osvaldo Terzi è Betty Ambiveri, che cinque anni prima era stata madrina nella giornata dell'inaugurazione del vecchio campo; la donna offre infatti gratuitamente un terreno di sua proprietà su cui sorgeva un vecchio ippodromo caduto in disuso, la "Clementina", in zona Daste vicino al confine con il comune di Seriate; l'unico inconveniente era la vicinanza del luogo al manicomio cittadino, problema che venne però messo da parte da Terzi, che rispose ironicamente dicendo che era il luogo adatto per dei matti come loro.
La società si prepara con diverse amichevoli per affrontare nel migliore dei modi l'ammissione alla Prima Categoria, massima categoria FIGC dell'epoca. Giunge però un comunicato federale secondo cui alla Prima Categoria 1919-1920 avrebbe potuto prendere parte una sola società di Bergamo; ad aver diritto alla disputa della massima serie erano sia l'Atalanta sia la Bergamasca, che nel 1911 aveva assorbito il "Football Club Bergamo" e nel marzo del 1913 aveva iniziato l'attività ufficiale nel campionato di Promozione. Le opzioni percorribili erano essenzialmente due: una fusione o uno spareggio; a causa della forte rivalità esistente tra le due società ogni tentativo di accordo viene rapidamente scartato, pertanto risulta necessario ricorrere a una gara di spareggio, disputata a Brescia il 5 ottobre 1919. L'Atalanta si guadagna l'accesso alla Prima Categoria della stagione 1919-1920 battendo i rivali biancoazzurri 2-0. Nel nuovo campionato la squadra si classifica terza su sei squadre nel girone B lombardo, dietro a Milan ed Enotria Goliardo, mantenendo quindi il diritto a partecipare anche al successivo campionato di Prima Categoria.
Nel febbraio del 1920 la "Società per gli Sports Atletici Atalanta" e la "Società Bergamasca di Ginnastica e Scherma" si fondono assumendo la denominazione di "Atalanta e Bergamasca di Ginnastica e Scherma", poi semplificata nell'attuale "Atalanta Bergamasca Calcio. Tuttavia, dissidi tra alcuni componenti dei due gruppi dirigenti si rivelano insanabili, tanto da costringere Umberto Battaglia, dirigente e calciatore della vecchia Bergamasca, a operare una scissione per ricostituire, a distanza di qualche mese dalla fusione, la nuova "Unione Sportiva Bergamasca", che pur raccogliendo l'adesione di 117 soci avrà breve durata in quanto sciolta nel 1923 per problemi economici e lascerà il suo parco giocatori all'ALPE, società polisportiva cittadina militante nelle serie minori.

### Anni 1920

#### Le prime sfide

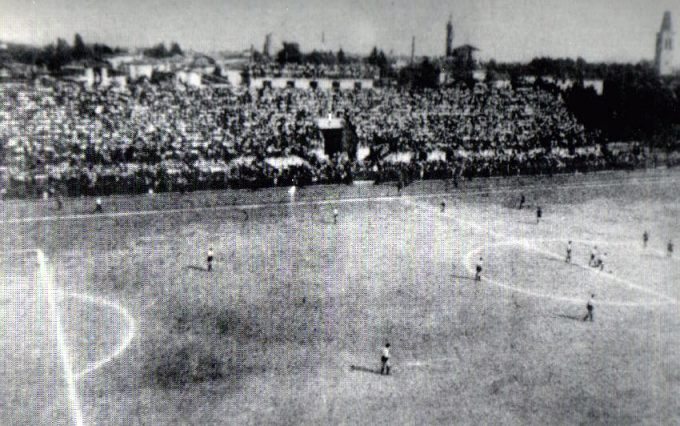
Atalanta-Dominante Genova, 23 dicembre 1928, inaugurazione stadio "Mario Brumana"

Nella prima stagione dopo la fusione, i bergamaschi arrivano al quarto posto nel girone E lombardo nel campionato di Prima Categoria; nell'annata seguente, invece, riescono ad arrivare al terzo posto nel girone vinto dalla Cremonese, nell'ambito del campionato FIGC (quell'anno infatti a causa della formazione della CCI, scioltasi l'anno seguente, si disputarono due distinti campionati di massima serie); a fine campionato, i bergamaschi affrontano per la prima volta nella loro storia una squadra straniera, pareggiando 2-2 un'amichevole giocata contro gli svizzeri dell'Aarau.
La stagione seguente i bergamaschi, vincono il loro girone di Seconda Divisione (a cui partecipavano per via del Compromesso Colombo), senza tuttavia ottenere l'ammissione alla categoria superiore per via di una ristrutturazione dei campionati da parte della Federazione: nonostante questo, la Dea riceve una coppa del Comitato Regionale per la vittoria del suo girone, e viene ammessa alle finali nazionali, perse contro il Carpi a seguito di un pareggio per 0-0 in casa e di una sconfitta per 2-0 in trasferta nella partita di ritorno. Dopo un'ulteriore annata in Seconda Divisione, chiusa con un terzo posto nel suo girone, l'Atalanta rischia la retrocessione nel campionato 1924-1925, quando arriva terzultima alla pari con Trevigliese e Canottieri Lecco, salvandosi al termine di un vittorioso doppio spareggio.

#### Quinquennio 1925-1930

##### Il ciclo Lovati (1925-1927)

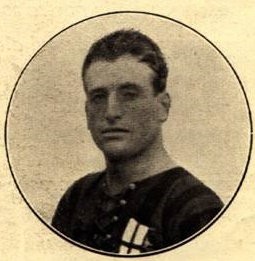
Cesare Lovati

Nel 1925 assume Cesare Lovati come primo vero allenatore professionista della sua storia, lasciando quindi definitivamente le varie commissioni tecniche che si erano alternate nel corso dei primi due decenni di storia societaria; nello stesso anno, ingaggia i suoi primi due stranieri: si tratta degli ungheresi Gedeon Eugen Lukács e Jeno Hauser, rispettivamente centravanti e mezzala. Lukacs mette a segno 13 gol in 20 partite risultando il capocannoniere della squadra, mentre Hauser non riesce ad ambientarsi, segnando comunque 7 gol in 19 partite; i bergamaschi chiudono al terzo posto in classifica a tre punti dalla Biellese capolista, migliorando quindi sensibilmente il loro piazzamento rispetto a quello dell'anno precedente, mancando però l'accesso alla categoria superiore.
A fine stagione la FIGC riduce da due a uno il numero di stranieri tesserabili, e l'Atalanta rimanda in Ungheria Hauser, decidendo di puntare su Lukacs per il nuovo campionato di Prima Divisione (corrispondente in realtà alla vecchia Seconda Divisione a causa della creazione del campionato di Divisione Nazionale come massimo livello), che ripaga la fiducia accordatagli segnando 20 gol in 18 partite (di cui cinque nella partita vinta per 6-0 il 9 gennaio 1927 a Bergamo contro la Monfalconese: si tratta del numero più alto di gol mai segnato in una singola partita da un calciatore della squadra nerazzurra), che consentono alla squadra di conquistare 26 punti in 18 gare, arrivando così seconda a un solo punto dalla Pro Patria vincitrice del girone.

##### Da Payer a Cevenini (1928-1930)

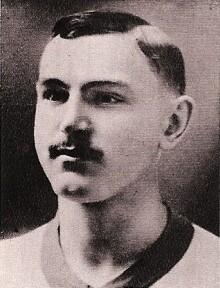
Imre Payer, in tre diversi cicli alla guida del club nel corso del periodo interbellico.

Nel tentativo di ottenere la promozione in Divisione Nazionale (la massima serie dell'epoca), nel 1928 arrivano a Bergamo il primo allenatore straniero della storia nerazzurra (l'ungherese Imre Payer) e il primo massaggiatore (Leone Sala); deve invece lasciare la squadra dopo un totale di 33 gol segnati in 37 partite Lukacs, a causa del blocco degli stranieri imposto dalla FIGC.
Il 1928 è un anno molto importante per la società e per la città, poiché viene costruito un nuovo stadio molto più grande di quello della Clementina, inizialmente intitolato all'eroe fascista Mario Brumana, il quale, passando per ciclici ampliamenti, adattamenti e cambi di denominazione, continuerà ad essere utilizzato nel corso dei decenni ed è tuttora sede delle partite casalinghe della squadra. Il campionato nonostante la partenza di Lucaks viene giocato ad alti livelli: i bergamaschi vincono infatti il loro girone di campionato con 30 punti (su 36 disponibili) in 18 partite, qualificandosi quindi alle finali nazionali contro Bari, Biellese e Pistoiese. L'Atalanta perde fuori casa contro Bari (1-0), Biellese (2-1) e Pistoiese (3-2) ma vince in casa contro tutte e tre le formazioni rispettivamente per 6-0, 3-1, 3-2: eliminato il Bari (a causa delle sue sconfitte contro Biellese e Pistoiese), rimangono tre formazioni alla pari: si rende a questo punto necessaria una seconda tornata di spareggi, da cui la Biellese si ritira volontariamente, perdendo quindi entrambe le rimanenti partite per 2-0 a tavolino. Rimane da disputarsi quindi solo una gara, sul campo neutro di Faenza contro la Pistoiese; la partita si disputa il 17 giugno 1928, e vede i bergamaschi imporsi con un netto 3-0 grazie a due gol di Buschi e Bonardi nei primi 17' di gioco e a una rete di Buschi nella ripresa. Si tratta della prima vittoria di un campionato di seconda serie dell'Atalanta, che viene anche nominata, come d'uso all'epoca, Campione d'Italia di Prima Divisione.

Carlo Ceresoli

Nella stagione 1929-1930, con l'istituzione del campionato a girone unico, l'Atalanta, fallita l'ammissione alla massima serie durante il campionato di qualificazione 1928-1929, viene ammessa al campionato nazionale di Serie B, organizzato per la prima volta in quella stagione: dopo una sola stagione di massima serie fa quindi ritorno in seconda serie. Nonostante la netta retrocessione (nella nascente Serie A erano infatti ammesse solo le prime otto classificate di ciascuno dei due gironi), l'annata è comunque ricca di eventi notevoli per la storia dell'Atalanta: in primo luogo, è in questo campionato che avviene l'inaugurazione ufficiale dello stadio Brumana, uno dei più moderni dell'epoca anche per la sua avveniristica tribuna a sbalzo. La partita inaugurale si gioca il 23 dicembre 1928, e vede i bergamaschi sconfiggere per 2-0 La Dominante di Genova; la prima partita effettivamente disputata nel nuovo impianto era però stato il vittorioso (per 4-2) incontro con la Triestina del precedente 1º novembre 1928. L'altro evento degno di nota della stagione è l'esordio in prima squadra, ora allenata da Aldo Cevenini, del portiere Carlo Ceresoli, che all'età di 18 anni debutta in massima serie il 13 gennaio 1929 in Roma-Atalanta (3-0); successivamente, dopo altri anni trascorsi a Bergamo tra i cadetti, passerà all'Inter e vincerà il campionato del mondo 1938, venendo ricordato tra i "Leoni di Highbury" oltreché uno dei migliori portieri della sua epoca.

### Anni 1930

#### Il ciclo Viola (1930-1933)
Seguono campionati in cui la squadra, guidata stabilmente dal giocatore-allenatore magiaro József Viola, milita nel campionato cadetto sfiorando più volte la promozione in massima serie; soprattutto nella stagione 1930-1931, nella quale arriva sesta in classifica a cinque punti dal Bari promosso in Serie A, perdendo però un fondamentale scontro diretto con i pugliesi a due giornate dalla fine. In questi anni con la maglia nerazzurra si distinguono tra gli altri Vittorio Casati, tuttora recordman di presenze (202) in Serie B con la maglia dell'Atalanta, e che si ritira dal calcio nel 1936 perché arruolato per la guerra d'Etiopia; Francesco Simonetti, in seguito tecnico in seconda della squadra negli anni 1950, e per un breve periodo anche allenatore della medesima; e Luigi Tentorio il quale, dopo discreti trascorsi da calciatore, dall'immediato secondo dopoguerra fino a metà degli anni 1960 avrebbe ricoperto varie cariche in società, tra cui anche brevemente quella di presidente, entrando anche a far parte per diversi anni della Commissione Tecnica della nazionale italiana.

József Viola

Al termine della stagione 1931-1932 la società, preda di problemi economici, rischia di non iscriversi al campionato: ne segue una colletta tra gli sportivi e il sacrificio di Carlo Ceresoli, l'elemento più rappresentativo, ceduto all'Ambrosiana-Inter per 100 000 lire. Menomata sul versante tecnico, l'anno seguente la formazione bergamasca incappa in un campionato negativo culminato nella retrocessione in Prima Divisione: sarà solo il sopravvenuto intervento della FIGC, che decide per l'ampliamento degli organici della Serie B, ad annullare il paventato declassamento in terza serie.

#### La rincorsa alla massima serie (1934-1940)
Dopo diversi altri campionati di B chiusi a metà classifica, con anche la vittoria di una Coppa Disciplina nella stagione 1935-1936, in quella seguente, con l'allenatore Ottavio Barbieri alla guida di una squadra composta prevalentemente da bergamaschi (sette undicesimi della formazione titolare), raggiunge la prima storica promozione in Serie A in seguito al secondo posto conquistato nel campionato di Serie B.
La partita d'esordio nella massima serie vide la Juventus ospite al Brumana, che per l'occasione si riempie al limite della capienza, con più di 15 000 spettatori. La stagione però, nonostante l'entusiasmo iniziale, si conclude con un'immediata retrocessione, per via di un penultimo posto in classifica, davanti solamente alla Fiorentina. Nell'estate seguente, la dirigenza cedette Giuseppe Bonomi alla Roma per 120 000 lire. Tra i giocatori più significativi di questo periodo spicca Severo Cominelli, autore nell'arco della sua carriera di 65 gol con la maglia nerazzurra, che fanno di lui per oltre mezzo secolo il miglior marcatore della storia societaria (il primo a superarlo è stato Cristiano Doni).
Ma il ritorno nella massima serie non si fa attendere: dopo un buon piazzamento nel 1938-1939, annata in cui gli orobici mancano l'immediato salto di categoria solo a causa del migliore quoziente reti del Venezia, secondo classificato a pari merito, nel 1939-1940 l'allora presidente Nardo Bertoncini affida all'allenatore Ivo Fiorentini una squadra che centra nuovamente la promozione in A, a seguito del primo posto conquistato nel torneo cadetto senza subire nessuna sconfitta in casa: si tratta della prima vittoria del torneo cadetto nella storia dell'Atalanta, che viene raggiunta anche grazie ai 25 gol in 31 presenze di Giovanni Gaddoni, la cui performance realizzativa costituisce il numero massimo di reti mai segnate da un giocatore nerazzurro in un singolo campionato (per quanto riguarda la Serie A il record è stato a lungo di Filippo Inzaghi, autore di 24 reti nella stagione 1996-1997 e successivamente è stato battuto da Mateo Retegui nella stagione 2024-2025, in cui ha eguagliato le 25 reti di Gaddoni).

### Anni 1940

#### Quadriennio 1940-1944: da Fiorentini a Nehadoma
Nel campionato 1940-1941 la squadra, neopromossa in massima divisione, rifila tre gol a Juventus e Milan, sconfigge il Bologna campione d'Italia in carica e si classifica al 6º posto finale. L'Atalanta continua la sua esperienza in Serie A, con alla guida l'allenatore ungherese János Nehadoma, fino alla stagione 1942-1943, al termine della quale i campionati vengono sospesi per lo scoppio della seconda guerra mondiale. Nonostante la cessione dei migliori giocatori (Cominelli e l'argentino Pozzo nel 1941, Gaddoni nel 1942) all'Ambrosiana Milano, infatti, i bergamaschi riescono a ottenere prima un tredicesimo e poi un nono posto in classifica. In quest'ultimo campionato spiccano le vittorie sul Torino (1-0), contro il Milan in trasferta (1-0) e contro la Roma campione in carica (2-1).
Nell'estate 1943 con la caduta del Fascismo e la conseguente divisione dell'Italia in due parti, diventa impossibile organizzare un normale campionato nazionale: al Nord viene comunque organizzato un torneo diviso per regioni, definito Divisione Nazionale. L'Atalanta prende parte al torneo, senza tuttavia riuscire a qualificarsi per la fase finale che avrebbe assegnato il titolo.

#### Il secondo dopoguerra (1945-1949)

L'Atalanta nel campionato 1947-1948

Al termine del secondo conflitto mondiale, il presidente Daniele Turani, con una cordata di personalità del tempo, mette mano al portafogli per risanare un buco nel bilancio della società e, dopo un piazzamento a centroclassifica in Divisione Nazionale nella stagione 1945-1946 (nella quale veste la maglia nerazzurra anche il due volte campione del mondo Giuseppe Meazza), alla riapertura delle frontiere, porta a Bergamo gli ungheresi Kincses e Olajkar: solo il primo riesce a disputare una buona stagione (9 reti in 21 presenze), mentre il secondo non incise in modo significativo sul rendimento della squadra, giocando solo 7 partite senza segnare alcun gol.
In questi anni la squadra staziona stabilmente nella massima serie, acquisendo la nomea di provinciale terribile, in virtù dei buoni risultati che spesso otteneva contro le squadre metropolitane (degne di nota sono in particolare le quattro vittorie in otto partite dal 1945 al 1949 contro il Grande Torino dominatore del campionato in quegli anni). Nel campionato 1947-1948 l'Atalanta ottiene quello che all'epoca era suo miglior piazzamento di sempre in massima serie (e che sarebbe rimasto imbattuto per quasi settant'anni, fino al 2017), la quinta posizione. L'allenatore è ancora Ivo Fiorentini, tornato in città dopo il triennio d'inizio anni 1940, mentre si rivedono a Bergamo giocatori come Cominelli e Fabbri che avevano fatto bene negli anni precedenti la guerra. La stagione è ricca di soddisfazioni, come le vittorie contro il Grande Torino, poi vincitore dello Scudetto, il Milan, il Bologna e l'Inter (0-3 a San Siro).
La stagione seguente, nonostante le buone premesse legate all'organico della stagione precedente confermato quasi in blocco, si rivela essere piuttosto difficile per la squadra nerazzurra, dato che la salvezza arriva solamente all'ultima giornata con la vittoria per 2-0 dello scontro diretto sul campo del Livorno. Nel frattempo, il 6 marzo 1949, Fiorentini da le proprie dimissioni, venendo sostituito dal direttore tecnico Carlo Carcano (con in panchina il terzino Alberto Citterio).

##### Stagione 1949-1950: il primoexploitcon Varglien

Una formazione bergamasca della stagione 1949-1950

Per la stagione 1949-1950 la guida tecnica viene affidata a Giovanni Varglien, il quale sancisce il definitivo passaggio al "Sistema", iniziato tra molte polemiche e ripensamenti già nel corso dell'annata precedente. Dopo 261 partite e 65 reti con la maglia atalantina, Cominelli, ormai trentaquattrenne, lascia definitivamente la squadra per trasferirsi alla SPAL, mentre a sostituire il partente Mari, passato alla Juventus, arriva Stefano Angeleri dalla stessa società piemontese; inoltre l'apertura al tesseramento di fino a tre stranieri per squadra porta a Bergamo i danesi Jørgen Sørensen e Karl Aage Hansen, che vanno ad aggiungersi a Bertil Nordahl, in rosa già da una stagione.
Il club lombardo si trova in testa alla classifica dopo due giornate (complice anche un successo per 6-2 sul campo del Bologna all'esordio, con tripletta di Hansen), anche se un leggero calo nel finale di stagione porta a chiudere il campionato all'ottavo posto in classifica con 40 punti. A fine stagioni furono 66 le reti realizzate dalla compagine nerazzurra (all'epoca record societario in massima serie), e tre giocatori andarono in doppia cifra: Hansen (18 gol), Sørensen (17) e Caprile (14).

### Anni 1950
Nella prima metà degli anni 1950 la compagine orobica si stabilizza in Serie A, riuscendo sempre a mantenere la categoria senza grandi affanni ma allo stesso tempo restando anche lontano dalle posizioni di vertice (tra il 1950 e il 1954 si piazza infatti sempre tra il nono e il dodicesimo posto in classifica). La stagione 1954-1955, in particolare, si apre con la cessione di Rota al Bologna e con l'arrivo in panchina di Luigi Bonizzoni. La squadra ottiene una salvezza sofferta per via della sterilità offensiva (salvata solo dalla prolificità di Poul Rasmussen che sigla 16 reti sulle 35 totali), compensata però dalla grande tenuta difensiva (38 gol al passivo), seconda sola al Milan campione d'Italia. Proprio il danese Rasmussen, nonostante il prematuro ritiro per via di un grave infortunio, è tra i giocatori atalantini più rappresentativi di questi anni, grazie alle sue 54 reti in 106 partite ufficiali giocate.
Nella stagione 1955-1956 la squadra orobica è protagonista della prima diretta televisiva per una partita di calcio sulla RAI: la partita in questione è Atalanta-Triestina (2-0), giocata il 15 ottobre 1955 a Bergamo. Due anni più tardi, dopo altrettante salvezze, l'Atalanta effettua un campionato vissuto nei bassifondi della classifica e quando si salva, all'ultima giornata espugnando il campo di Padova, è accusata di combine e quindi retrocessa: tuttavia un anno più tardi i presunti testimoni e accusatori (tra cui Giovanni Azzini, difensore del Padova) confessano di avere inventato tutto, e la società è completamente riabilitata. Nel frattempo la squadra, guidata dall'allenatore austriaco Karl Adamek (subentrato a metà della stagione precedente), conquista sul campo l'immediato ritorno in Serie A, grazie alla vittoria del secondo campionato di B della sua storia, davanti al Palermo secondo classificato. In questa stagione i bergamaschi prendono inoltre parte alla Coppa dell'Amicizia italo-francese, che di fatto è la prima competizione internazionale (anche se non organizzata dalla UEFA) in cui giocano nel corso della loro storia, nella quale affrontano i francesi del Le Havre.

### Anni 1960

#### La Coppa Italia

I calciatori bergamaschi posano a San Siro con il trofeo della Coppa Italia 1962-1963.

Gli anni 1960 vedono l'acquisto di stranieri che danno importanti contributi, tra i quali spiccano l'argentino Humberto Maschio (che in seguito, acquisendo la cittadinanza italiana, partecipa anche al campionato del mondo 1962), il danese Flemming Nielsen e il capitano della nazionale svedese Gustavsson (che nel 1958 fu il primo giocatore atalantino a partecipare a un mondiale durante la sua militanza nel club), le prime apparizioni in Europa grazie alla Coppa Mitropa (con anche una semifinale nell'edizione 1961-1962, persa a causa della differenza reti sfavorevole contro gli ungheresi del Vasas) e ad altre competizioni minori (Coppa dell'Amicizia e Coppa delle Alpi, nella quale i bergamaschi giocano anche una finale, il 26 giugno 1963, perdendola però contro la Juventus per 3-2).
Ma l'apice viene raggiunto nella stagione 1962-1963 quando la società nerazzurra, reduce dall'ottimo sesto posto della stagione precedente, conquista per la prima volta nella sua storia la Coppa Italia. Questo trofeo, il primo di una certa importanza conquistato a livello di prima squadra, arriva a Bergamo dopo una lunga cavalcata conclusasi con una vittoria per 3-1 in campo neutro allo Stadio Giuseppe Meazza contro il Torino grazie ad una tripletta di Angelo Domenghini. L'annata seguente vi è il debutto in Coppa delle Coppe (e, più in generale, nelle competizioni UEFA per club), dove però l'Atalanta viene subito eliminata dai portoghesi dello Sporting Lisbona dopo uno spareggio in campo neutro a Barcellona, resosi necessario da regolamento dopo il complessivo 3-3 tra andata e ritorno, e terminato dopo i tempi supplementari sul punteggio di 3-1 e giocato quasi integralmente in inferiorità numerica a causa dell'infortunio del portiere Pier Luigi Pizzaballa nelle battute iniziali del match.

#### Da Turani a Bortolotti
Nel 1964 muore il presidente Turani, che viene sostituito alla guida della società nell'estate del 1964 da Attilio Vicentini, coadiuvato inizialmente dall'ingegnere Luigi Tentorio (che ne aveva caldeggiato la nomina a presidente), il quale rinuncia però a tutti gli incarichi societari dal 1966 in poi a causa della trasformazione dovuta a una nuova norma federale delle società di calcio in società per azioni, che lui non condivideva ritenendola troppo distante dal suo modo di operare e di intendere il calcio. La squadra continua il suo cammino nella massima serie fino al termine della stagione 1968-1969 quando, complice la cessione al Bologna del bomber Savoldi, retrocede in Serie B dopo dieci campionati consecutivi in massima serie. Alla presidenza Giacomo Baracchi subentra a Vicentini, ma dopo un solo anno il nuovo patron diventa Achille Bortolotti, che già da alcuni anni possedeva alcune azioni della società bergamasca.

### Anni 1970

Una formazione orobica che ottenne la promozione in Serie A nella stagione 1970-1971

Dopo un anno di transizione caratterizzato dal cambio di tre allenatori (Corrado Viciani, Renato Gei e infine nella parte finale della stagione l'ex calciatore degli anni 1950 e 1960 Titta Rota) e da una salvezza all'ultima giornata, nella stagione 1970-1971 la squadra ottiene la promozione in Serie A grazie all'allenatore Giulio Corsini, capace di amalgamare una squadra di giovani (su tutti Gaetano Scirea, il capocannoniere stagionale Adelio Moro, Giuseppe Doldi e Giovanni Vavassori).
Dopo una tranquilla salvezza nel campionato seguente, nel 1972-1973 l'Atalanta retrocede all'ultima giornata per differenza reti, nonostante la possibilità di salvarsi andando a punti nelle ultime tre giornate. Questa volta la permanenza tra i cadetti dura più del solito, tant'è che per il ritorno nel massimo campionato bisognerà aspettare fino alla stagione 1976-1977, con promozione ottenuta da Battista Rota soltanto dopo gli spareggi allo Stadio Luigi Ferraris contro Cagliari e Pescara. Nel corso di queste stagioni tra i numerosi atleti che vestono la maglia nerazzurra spiccano i futuri campioni del mondo Gaetano Scirea e Antonio Cabrini, oltre a Pietro Fanna ed Ezio Bertuzzo (gli ultimi due furono inoltre protagonisti della promozione della stagione 1976-1977).
L'anno seguente la squadra ottiene la salvezza, ma questo decennio, in cui l'Atalanta partecipa inoltre per la prima volta al Torneo Anglo-Italiano e alla Coppa Piano Karl Rappan (due partecipazioni), si chiude nel 1978-1979 con il ritorno in B, ancora una volta a causa della differenza reti sfavorevole, e successivamente con una mancata promozione nella stagione 1979-1980.

### Anni 1980

#### Il rilancio

I bergamaschi vincitori del campionato di Serie B 1983-1984

Nella stagione 1980-1981 l'Atalanta retrocede in Serie C1, scendendo per la prima volta nella sua storia al di sotto della seconda divisione. La delusione sportiva segna la fine di un'epoca, con il presidente Bortolotti che cede il comando al figlio Cesare, il quale centra l'immediato ritorno tra i cadetti dopo una marcia trionfale guidata dall'allenatore Ottavio Bianchi, con appena 2 sconfitte nelle 34 gare giocate in campionato (una delle quali all'ultima giornata sul campo della Rhodense, a promozione già conquistata) e la netta vittoria del girone A di Serie C1. L'anno successivo è una stagione di assestamento, utile come trampolino di lancio per la squadra che, guidata da Nedo Sonetti, nel 1983-1984 vince il campionato di B, riportando così la città ai livelli di un lustro addietro; inoltre, Marco Pacione e Marino Magrin a fine stagione occupano i primi due posti nella classifica marcatori di categoria, rispettivamente con 15 e 13 reti. In occasione del ritorno in massima serie, complice anche la riapertura all'utilizzo di calciatori stranieri, il club tessera Glenn Strömberg, che diventerà uno dei giocatori più rappresentativi del successivo decennio del club.
La permanenza nella categoria prosegue senza intoppi fino alla stagione 1986-1987, quando la Dea retrocede all'ultima giornata. Nonostante questo, la squadra di Sonetti riesce a raggiungere la finale di Coppa Italia, dove viene sconfitta dal Napoli campione d'Italia: si qualifica quindi di diritto per la Coppa delle Coppe per la seconda volta nella sua storia dopo il 1964.

#### Il primo ciclo Mondonico: le avventure continentali (1987-1990)

La rosa nerazzurra della stagione 1987-1988, semifinalista di Coppa delle Coppe pur militando in Serie B: è tuttora il migliore piazzamento nelle competizioni europee di un club non iscritto alla massima serie nazionale.

La stagione 1987-1988 è quella della svolta, con il giovane allenatore Emiliano Mondonico. In Italia la Dea conquista la promozione in A, mentre in Europa raggiunge la semifinale della Coppa delle Coppe: partita in sordina in quanto squadra di Serie B, l'Atalanta elimina nell'ordine i gallesi del Merthyr Tydfil (sconfitta per 2-1 all'andata in Galles e vittoria per 2-0 al ritorno a Bergamo), i greci dell'OFI Creta (punteggio aggregato di 2-1) e i portoghesi dello Sporting Lisbona, già incontrati nella precedente partecipazione alla Coppa delle Coppe, 24 anni prima, con un punteggio aggregato di 3-1 (successo dell'Atalanta per 2-0 a Bergamo nella partita di andata, e pareggio per 1-1 al ritorno in Portogallo). Gli orobici vengono poi eliminati in semifinale dai belgi del Malines, che il 20 aprile 1988 vincono per 2-1 nello stadio di Bergamo, bissando quindi il punteggio della gara di andata in Belgio. Grazie a questa semifinale, il club risulta essere la squadra che ha ottenuto il miglior risultato in una competizione UEFA tra quelle non militanti nel massimo campionato della propria nazione.

Glenn Peter Strömberg

L'anno successivo l'Atalanta ottiene un sesto posto finale in Serie A, che le vale la prima qualificazione della sua storia in Coppa UEFA. L'avventura europea però non è fortunata come la precedente, poiché l'eliminazione arriva al primo turno per mano dei sovietici dello Spartak Mosca, a seguito dello 0-0 casalingo nella gara di andata e della successiva sconfitta per 2-0 a Mosca. La stagione 1989-1990 vede di nuovo i nerazzurri tra i protagonisti del campionato: essi infatti, anche grazie all'acquisto del nazionale argentino Claudio Paul Caniggia (che si unisce nel reparto offensivo ad Evair, arrivato a Bergamo nel 1988), riescono a bissare, con un settimo posto, la qualificazione europea dell'anno precedente.
L'epilogo dell'annata è tuttavia funestato dalla morte, avvenuta nel giugno 1990 in un incidente stradale, del presidente Cesare Bortolotti. Nei mesi seguenti la presidenza torna brevemente al padre Achille, il quale traghetta la società fino all'acquisto del pacchetto azionario da parte dell'immobiliarista Antonio Percassi, ex difensore del club orobico nel corso degli anni 1970.

### Anni 1990

#### La prima presidenza Percassi

L'Atalanta di Marcello Lippi, settima classificata nella Serie A 1992-1993.

Nella stagione 1990-1991 la squadra ottiene buoni risultati in Coppa UEFA, dove elimina i croati della Dinamo Zagabria, i turchi del Fenerbahçe e i tedeschi del Colonia, venendo poi eliminata nei quarti di finale dai corregionali e i futuri vincitori del torneo dell'Inter, nonostante lo 0-0 della gara di andata giocata in casa. Il campionato vede un avvicendamento alla guida tecnica tra Pierluigi Frosio e Bruno Giorgi, che conclude la stagione in una posizione di centro classifica e ottiene la qualificazione alla semifinale di Coppa Italia. Nel 1992 viene indetto con cadenza annuale il Trofeo Bortolotti in memoria di Achille e Cesare Bortolotti, che vede affrontare i padroni di casa contro una compagine scelta di volta in volta. Negli anni seguenti, in cui in panchina si alternano Giorgi e Marcello Lippi, la squadra si mantiene nei quartieri alti della classifica di Serie A, senza però centrare altre qualificazioni nelle competizioni europee.
Nell'annata 1993-1994 il presidente Percassi decide di puntare su un tecnico emergente, Francesco Guidolin, per portare il cosiddetto "calcio-spettacolo" a Bergamo, e acquista Franck Sauzée, centrocampista e capitano dell'Olympique Marsiglia campione d'Europa in carica. Le aspettative vengono però deluse e la squadra, dopo un campionato passato nei bassifondi della classifica, retrocede al penultimo posto, nonostante l'avvicendamento tra Guidolin e Cesare Prandelli, tecnico della Primavera campione d'Italia di categoria in carica.

#### La presidenza Ruggeri

##### Il secondo ciclo Mondonico (1994-1998)

Sulla panchina orobica in due diversi periodi, Emiliano Mondonico ha ottenuto due promozioni in Serie A (1988 e 1995), giocato una finale di Coppa Italia (1996) e raggiunto una semifinale di Coppa delle Coppe (1988).

Nel 1994 Percassi decide di cedere la proprietà a Ivan Ruggeri, che riaffida la squadra a Emiliano Mondonico, il quale la riporta subito in Serie A dopo una prima parte di campionato alquanto sofferta, con la squadra ai limiti della zona retrocessione, ma con un girone di ritorno in cui la squadra inanella numerosi risultati positivi, tra cui una striscia di 7 vittorie consecutive, centrando la promozione all'ultima giornata dopo uno scontro diretto con la Salernitana. Tra i protagonisti della stagione spicca l'attaccante Maurizio Ganz, autore di 14 reti in sole 20 presenze (complici i postumi di un infortunio subito nel finale dell'annata precedente).

Filippo Inzaghi, unico calciatore atalantino capace di laurearsi capocannoniere della Serie A nell'edizione 1996-1997.

Negli anni successivi, nel massimo campionato, la squadra orobica disputa due buone stagioni nelle quali si classifica a metà graduatoria, lanciando giovani giocatori come Christian Vieri e Filippo Inzaghi: quest'ultimo riesce nel 1996-1997, unico giocatore nerazzurro della storia, a vincere il titolo di capocannoniere nel massimo campionato, con 24 centri (impresa che non gli riuscirà più in futuro). L'annata viene però funestata dalla tragica fine del ventiduenne attaccante Federico Pisani, vittima di un incidente stradale nel febbraio del 1997. A lui viene in seguito intitolata la curva Nord dello stadio di Bergamo, quella tradizionalmente occupata dalla tifoseria organizzata atalantina; viene inoltre ritirata la sua maglia numero 14. Nella stagione 1995-1996, inoltre, l'Atalanta gioca la terza finale di Coppa Italia della sua storia, perdendola contro la Fiorentina con il punteggio aggregato di 3-0.
L'anno successivo, nonostante le ottime premesse e un discreto inizio di stagione, la squadra non tiene fede alle attese, ritrovandosi quasi subito ad arrancare nei bassifondi della classifica. La retrocessione tuttavia si materializza soltanto all'ultima giornata, ponendo termine al ciclo di Emiliano Mondonico sulla panchina nerazzurra. Per la stagione 1998-1999, l'ultima del decennio, ci si affida a Bortolo Mutti, vecchia gloria degli anni 1980, per cercare un immediato ritorno nella massima serie; la promozione tuttavia non arriva, soprattutto a causa della sterilità offensiva e dei troppi pareggi nella fase finale del campionato, terminato con un sesto posto.

### Anni 2000

#### Il ciclo Vavassori (1999-2003)

Giovanni Vavassori, bandiera bergamasca da calciatore tra gli anni 1960 e 1980, e poi allenatore tra gli anni 1990 e 2000.

Per l'annata 1999-2000 si punta su Giovanni Vavassori, altra vecchia gloria degli anni 1970 e 1980, che bene aveva fatto come allenatore del settore giovanile nerazzurro; la Serie A viene centrata al primo tentativo, con l'utilizzo di numerosi giovani cresciuti nel vivaio (tra cui Gianpaolo Bellini, in seguito diventato recordman di presenze nel club, che aveva esordito l'anno precedente con Mutti, diventando però titolare solo a partire da questa stagione). L'entusiasmo è talmente alto che l'anno successivo, il 2000-2001, l'Atalanta si ritrova al comando del campionato dopo il primo mese, giocando un calcio divertente e redditizio. Nel prosieguo della stagione la squadra accusa una leggera flessione, che però non le impedisce di concludere con un settimo posto e una salvezza ottenuta con sette giornate di anticipo, lanciando in massima serie numerosi ragazzi del settore giovanile (oltre al già citato Bellini, i gemelli Cristian e Damiano Zenoni, Luciano Zauri e Ivan Pelizzoli, tutti e quattro arrivati anche in nazionale).
Il presidente Ruggeri cerca allora di far fare il salto di qualità alla squadra, cedendo qualche giovane a squadre economicamente più forti (Pelizzoli alla Roma campione d'Italia in carica, Cristian Zenoni e Massimo Donati al Milan), ma acquistando giocatori di fama, tra i quali Gianni Comandini il cui acquisto, con 30 miliardi di lire, era all'epoca il più costoso della storia atalantina. Ma i nuovi non si amalgamano e la stagione dopo un inizio difficoltoso termina con un nono posto, pur con un punto in più di quella precedente. Tra le note liete della stagione c'è Cristiano Doni, già titolare fin dalla stagione con Mutti, ma autore nel corso della Serie A 2001-2002 di 16 reti in 30 presenze, grazie alle quali viene convocato per il campionato del mondo 2002, nel quale gioca anche una partita da titolare.

#### Dal biennio 2003-2005 al primo ciclo Colantuono (2005-2007)
L'anno seguente la squadra allenata da Vavassori retrocede al termine di una stagione culminata con l'esonero dell'allenatore (a favore di Giancarlo Finardi, tecnico della formazione Primavera) e la sconfitta nello spareggio-salvezza giocato contro la Reggina. Si prova a risalire immediatamente con la guida tecnica di Andrea Mandorlini e l'impresa riesce nuovamente al termine di un campionato con 46 partite in cui nella prima parte la squadra si mantiene a lungo in testa ed eguaglia il record societario di 24 partite senza sconfitte, mentre nella seconda fase accusa un calo di rendimento che la porta fino al quinto posto, ultimo utile a salire direttamente nel massimo campionato. Ma l'altalena tra le categorie continua, e una nuova retrocessione colpisce la squadra di Delio Rossi, subentrato a stagione in corso al tecnico artefice della promozione dell'anno prima, nonostante un ottimo girone di ritorno (24 punti, ottava squadra per numero di punti conquistati nella seconda parte di stagione).
Ci si affida quindi al giovane tecnico romano Stefano Colantuono, il quale riporta nella categoria superiore la squadra dopo un solo anno di assenza, al termine di una stagione colma di record per la serie cadetta (81 punti totali, all'epoca record della categoria, oltre al record societario di 24 vittorie in un singolo campionato), conclusa al primo posto senza particolari affanni; la direzione della squadra gli viene confermata anche per l'annata 2006-2007, in cui l'Atalanta ottiene un ottavo posto, a ridosso della zona UEFA (4 punti di distacco dall'Empoli, anche a causa della sconfitta contro i toscani nello scontro diretto del 18 aprile), ponendosi come una delle rivelazioni della massima serie; in questa stagione fa inoltre ritorno al club dopo tre anni trascorsi tra Sampdoria e Maiorca Cristiano Doni, autore di 13 reti in 26 presenze. Al termine di quest'ultima stagione, però, Colantuono decide di abbandonare Bergamo per trasferirsi al Palermo, e la società per sostituirlo decide di puntare sull'ex tecnico del Chievo Luigi Delneri.

#### Triennio 2007-2010: di padre in figlio

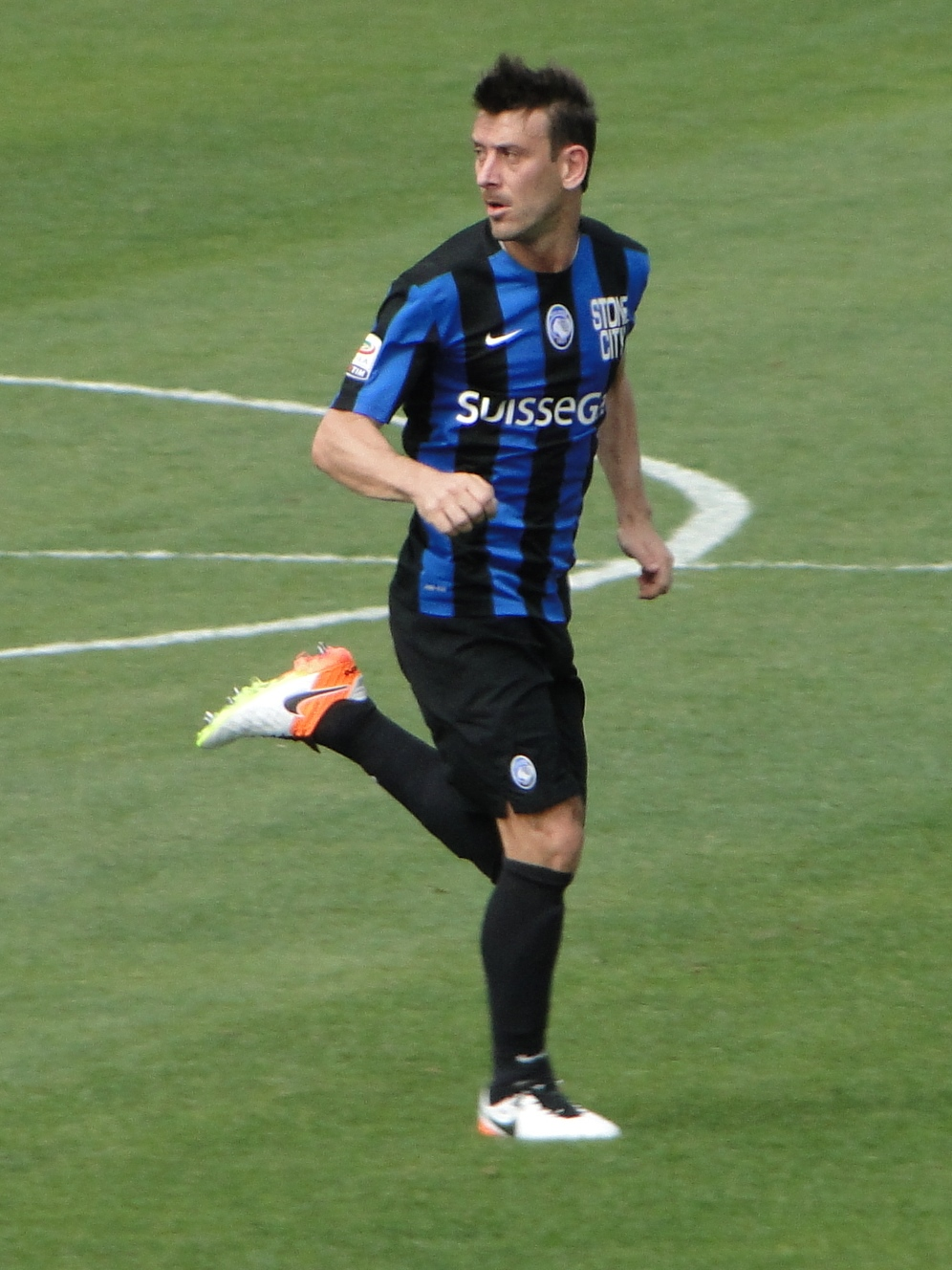
Gianpaolo Bellini, bandiera dal 1998 al 2016, è il più presente di sempre in maglia nerazzurra.

Nel gennaio del 2008 un aneurisma colpisce il presidente Ruggeri che, a causa della persistente criticità delle proprie condizioni di salute, ad aprile dello stesso anno viene affiancato alla presidenza dalla figlia Francesca, in qualità di vicepresidente, e dal figlio Alessandro in qualità di amministratore delegato. Nel frattempo la squadra si mantiene in una posizione di centro classifica; la qualificazione europea tuttavia non arriva, lasciando a ricordo di una buona annata la doppia vittoria contro il Milan e un nono posto in classifica. Il 3 settembre 2008 Alessandro viene nominato presidente del club.
La stagione 2008-2009 vede la squadra navigare costantemente nelle zone medio-alte della classifica; nonostante nemmeno questa volta arrivi l'accesso in Europa, l'annata è caratterizzata da numerose soddisfazioni quali le sconfitte rifilate all'Inter campione d'Italia (3-1), alla Roma (3-0), alla Lazio (3-0), al Napoli (3-1) e all'Udinese (3-0).
Per l'anno successivo il presidente Alessandro Ruggeri ingaggia Angelo Gregucci come nuovo allenatore al posto di Delneri, trasferitosi alla Samdporia. La sua avventura sulla panchina nerazzurra però si conclude già il 21 settembre 2009 quando, dopo quattro sconfitte in altrettante partite di campionato, viene esonerato in favore di Antonio Conte, ex tecnico di Arezzo e Bari. Questi però, dopo un inizio caratterizzato da cinque risultati utili consecutivi (2 vittorie e 3 pareggi), in seguito alla sconfitta casalinga subita per mano del Napoli il 7 gennaio 2010, e complice una pesante discussione con la tifoseria atalantina, si dimette dopo aver conquistato 13 punti in altrettante partite ed essere stato eliminato dalla Coppa Italia per mano del Lumezzane, formazione di Lega Pro Prima Divisione. La società decide allora di affidare temporaneamente la panchina all'allenatore della Primavera Valter Bonacina, ingaggiando dopo una sola partita Bortolo Mutti, alla sua seconda esperienza alla guida della squadra bergamasca. Il rendimento migliora tra le mura amiche, dove arrivano diversi buoni risultati (che consentono a Mutti di totalizzare 22 punti in 19 partite) che tengono la squadra in corsa per la salvezza fino a fine stagione, ma non in trasferta: in tutto il girone di ritorno i bergamaschi riescono infatti a conquistare un solo punto lontano da Bergamo (con un pareggio per 0-0 a Catania). La retrocessione è matematica alla penultima giornata, in seguito alla sconfitta per 2-0 sul campo del Napoli.

### Anni 2010 e 2020

#### Il secondo ciclo Colantuono (2010-2015)

##### Stagione 2010-2011: il ritorno in Serie A

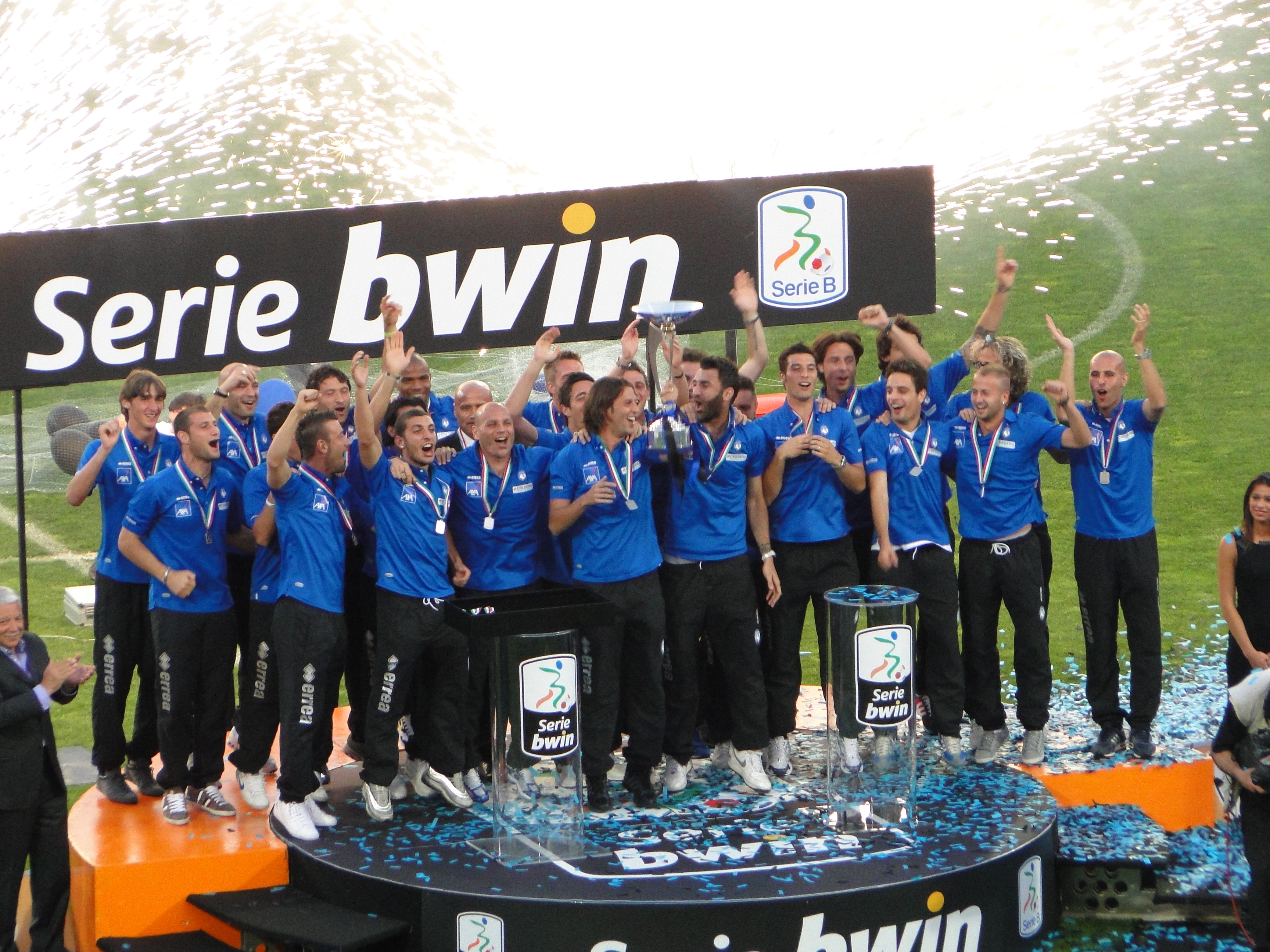
L'Atalanta riceve la Coppa Ali della Vittoria al termine del vittorioso campionato di Serie B 2010-2011.

Il 14 maggio 2010 Alessandro e Francesca Ruggeri, detentori del pacchetto azionario di maggioranza della società, ne annunciano la messa in vendita: il successivo 4 giugno 2010 Antonio Percassi riesce ad acquisire il 70% delle azioni della società, ritornando alla guida degli orobici dopo sedici anni.
Come nuovo allenatore viene scelto Stefano Colantuono che, dopo la finale dei play-off di Serie B della stagione precedente persa con il Torino, torna alla guida degli orobici dopo un triennio, mentre come nuovo direttore generale viene scelto Roberto Spagnolo. Alla fine della stagione l'Atalanta centra l'obiettivo societario, riuscendo sia a ritornare in Serie A con tre giornate di anticipo sia a vincere il campionato con 79 punti, secondo miglior risultato di sempre dei nerazzurri dopo gli 81 conquistati sempre da Colantuono nel 2005-2006.

##### Quinquennio 2011-2016

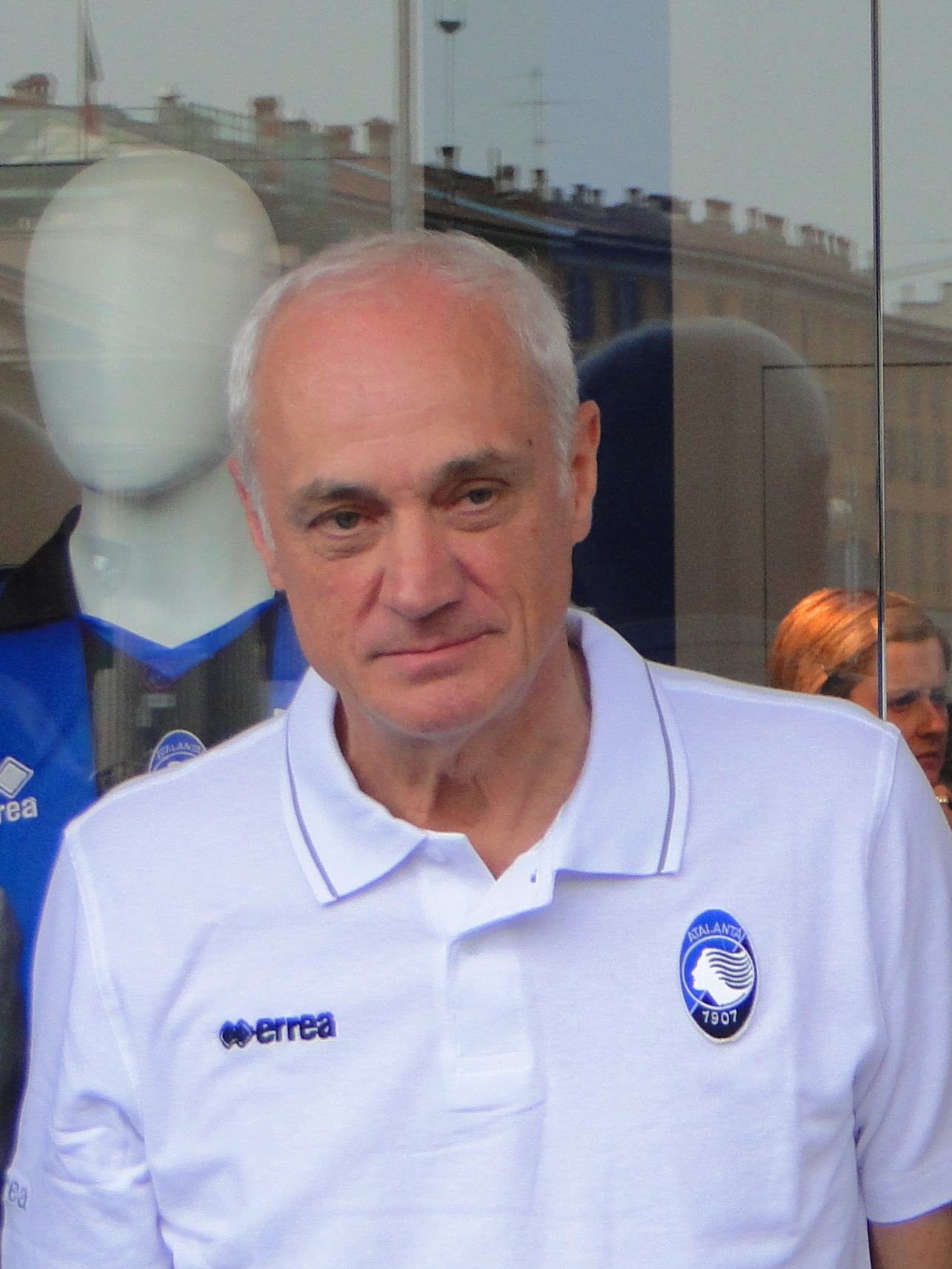
Antonio Percassi, calciatore dell'Atalanta negli anni 1970, ne diverrà presidente dal 1990 al 1994 e di nuovo dal 2010: nella seconda fase traghettò la squadra dalla lotta per la salvezza ai vertici nazionali e continentali.

L'estate 2011 si rivela però movimentata, in quanto già il 1º giugno Cristiano Doni viene inserito nella lista degli indagati nell'ambito dell'Operazione Last Bet. Inizialmente vengono inflitti sei punti di penalità alla squadra, tre anni e sei mesi di squalifica a Doni e tre anni a Thomas Manfredini (nei successivi gradi di giudizio Manfredini viene però prosciolto da ogni accusa). La Dea, pur continuando le azioni legali a difesa della società, partecipa al campionato, conquistando 10 punti nelle prime 4 giornate del torneo; il rendimento degli orobici si mantiene costante per tutto l'anno (26 punti nel girone di andata e altri 26 in quello di ritorno), con 43 gol subiti in 38 partite, quarta miglior difesa del campionato alla pari col Bologna; il 29 aprile 2012, grazie alla vittoria casalinga per 2-0 contro la Fiorentina, l'Atalanta conquista matematicamente la salvezza con tre giornate d'anticipo, stabilendo l'allora proprio record di punti fatti in Serie A (52), nonostante 3 sconfitte nelle ultime 3 giornate di campionato contro Milan, Lazio e Juventus. Nel corso della stagione si mettono in mostra gli argentini Germán Denis (autore di 16 reti in 33 presenze) e Maxi Morález, protagonisti con il club bergamasco anche nelle stagioni successive (Denis con 57 reti al momento del suo addio al club nel febbraio del 2016 ne era infatti il quarto miglior marcatore di tutti i tempi), mentre muove i suoi primi passi in Serie A il bergamasco prodotto del vivaio Manolo Gabbiadini (ceduto a fine anno alla Juventus ed in seguito convocato a più riprese in nazionale), che nell'estate del 2012 esordisce in nazionale insieme ai compagni di squadra Federico Peluso e Ezequiel Schelotto.

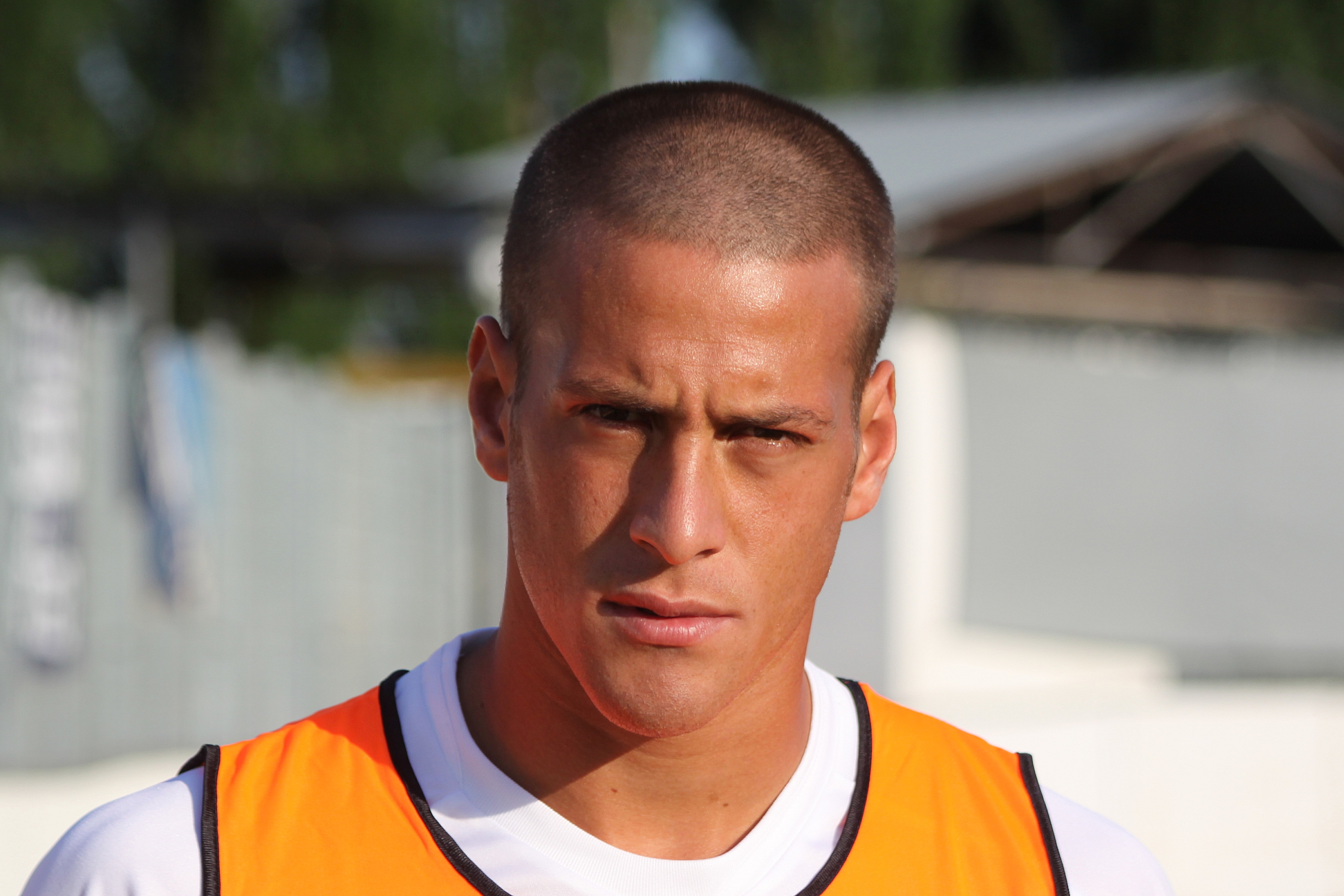
Germán Denis.

Il 31 maggio l'Atalanta patteggia nella seconda fase dell'inchiesta di Cremona legata al calcioscommesse vedendosi infliggere due punti di penalità da scontare nella stagione 2012-2013 oltre a 25 000 euro di multa per la partita Padova-Atalanta, con la società punita per responsabilità oggettiva. A Cristiano Doni, ormai ex capitano della squadra bergamasca, vengono inflitti altri due anni di squalifica, che ne determinano all'atto pratico la fine della carriera. Durante la stagione il club, dopo essersi trovato al sesto posto solitario in classifica a metà girone di andata in seguito al successo casalingo con l'Inter per 3-2, ha un calo di rendimento nel girone di ritorno, conquistando comunque matematicamente la salvezza con due giornate d'anticipo.
Nella stagione 2013-2014, dopo un inizio di campionato difficile (3 punti nelle prime 5 giornate, conquistati con la vittoria per 2-0 contro il Torino alla seconda giornata e 4 sconfitte) la squadra bergamasca ottiene con 6 vittorie consecutive (record in Serie A nella storia della società) e 46 punti conquistati, la salvezza con 7 gare d'anticipo, migliorando la salvezza ottenuta da Gigi Delneri nella stagione 2008-2009 con 5 giornate d'anticipo. Successivamente, dopo essersi ritrovata temporaneamente sesta in classifica alla pari col Verona a 7 giornate dalla fine del torneo, il club chiude il campionato conquistando solamente 4 punti nelle ultime 7 partite, grazie a cui termina all'undicesimo posto in classifica con 50 punti, eguagliando quindi il suo record di punti in massima serie.

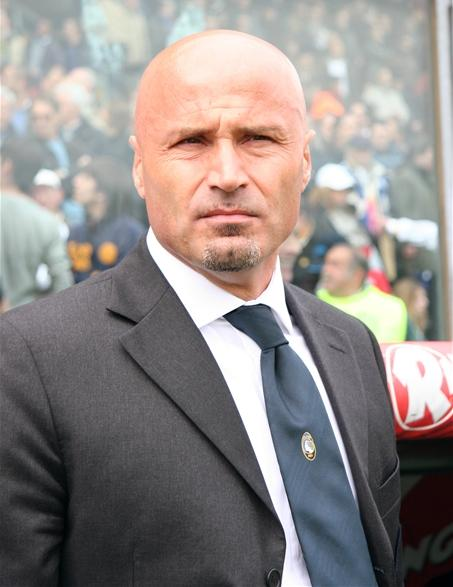
Stefano Colantuono, a Bergamo per due diversi cicli, ha primeggiato in due campionati di Serie B (2006 e 2011).

Nella stagione 2014-2015 la squadra bergamasca ottiene per il quarto anno di fila la salvezza, anche se a seguito di un campionato meno brillante rispetto ai precedenti che la vede chiudere la stagione al 17º posto in classifica. Nel corso dell'annata viene inoltre esonerato dopo 5 anni (all'epoca il periodo più lungo mai trascorso da un allenatore alla guida del club orobico) il tecnico Colantuono, che nelle prime 25 partite di campionato aveva totalizzato 23 punti; al suo posto subentra Edoardo Reja, che raccoglie 14 punti in 13 partite grazie a 2 vittorie, 8 pareggi e 3 sconfitte. Reja viene riconfermato anche per la stagione successiva nella quale, dopo un buon inizio di stagione (11 punti nelle prime 6 giornate) e nonostante una striscia di 14 partite consecutive senza vittorie (record negativo nella storia della società) a cavallo tra i due gironi, la squadra ottiene per il quinto anno consecutivo la salvezza, piazzandosi al 13º posto in classifica.

#### Il ciclo Gasperini (dal 2016)

##### Stagione 2016-2017: il ritorno in Europa
Con la mancata riconferma di Reja in panchina, per la stagione 2016-2017 viene chiamato a sostituirlo Gian Piero Gasperini, proveniente dal Genoa. Dopo 3 punti conquistati nelle prime 5 partite, le vittorie contro Crotone e Napoli in casa e il lancio da titolari di parecchi giovani provenienti dal vivaio (su tutti Roberto Gagliardini, ceduto poi a gennaio all'Inter, Mattia Caldara, Andrea Conti e Franck Kessié), segnano una svolta nella stagione dei nerazzurri, che il 13 maggio 2017 grazie a un pareggio casalingo per 1-1 contro il Milan ottengono la matematica certezza di un piazzamento nelle prime sei posizioni della classifica, sufficiente ad avere la matematica certezza di qualificarsi alle coppe europee.

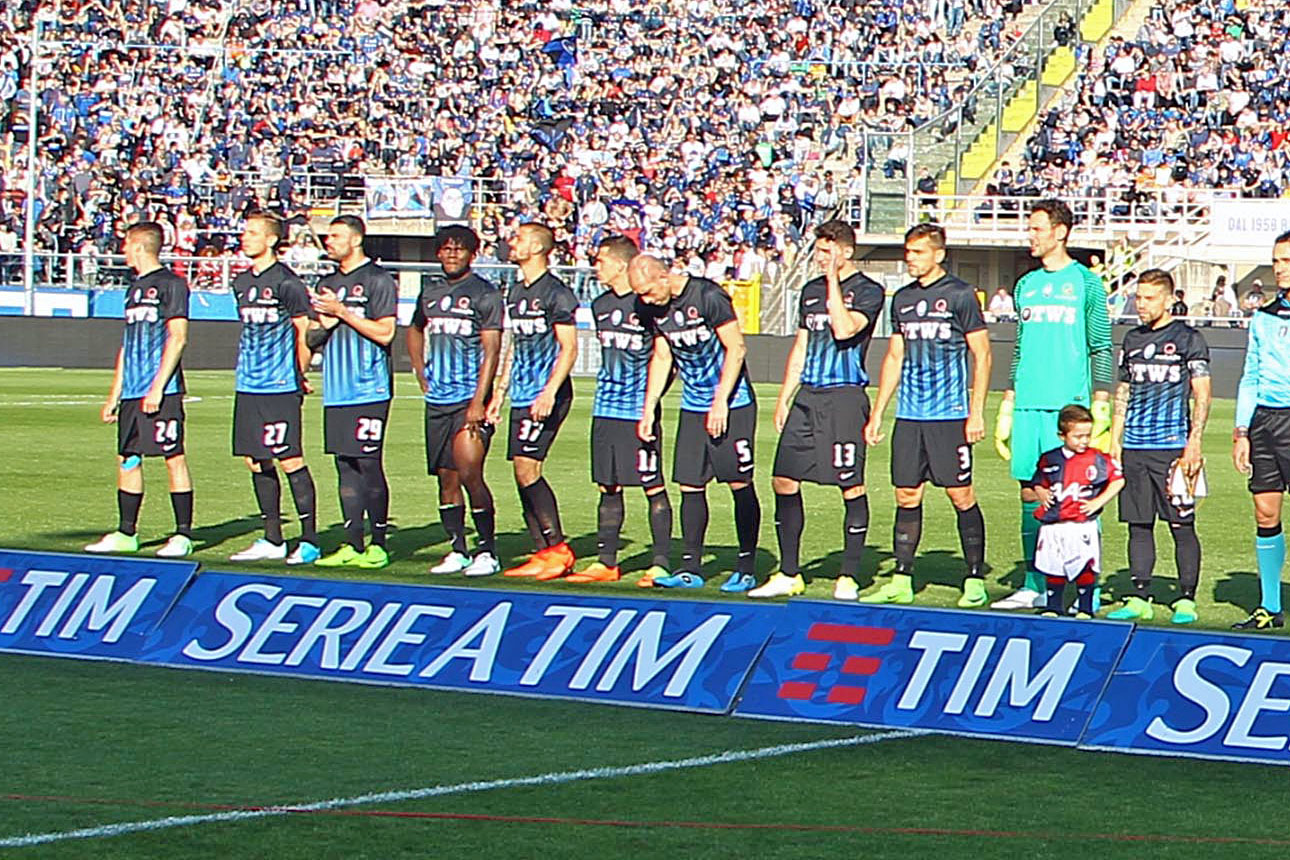
L'Atalanta quarta classificata nel campionato di Serie A 2016-2017.

La vittoria per 1-0 del successivo turno di campionato sul campo dell'Empoli quartultimo in classifica garantisce invece ai bergamaschi la certezza di un piazzamento tra le prime 5 posizioni in classifica e, quindi, la qualificazione alla fase a gironi dell'Europa League, senza bisogno di passare dai turni preliminari; infine, grazie alla sconfitta della Lazio a Crotone del 28 maggio 2017 la squadra bergamasca chiude il campionato al quarto posto in classifica, suo miglior piazzamento di sempre in Serie A. Altri primati di squadra migliorati dai nerazzurri in questa stagione di Serie A sono i punti totali (72), i punti fatti in casa (40), i punti in trasferta (32), i punti in un girone (37), le vittorie totali (21) e le vittorie in trasferta (9).
Nel corso dell'annata vari giocatori della rosa bergamasca riescono inoltre a disputare delle partite con le rispettive nazionali: Spinazzola e Petagna esordiscono con la nazionale italiana, Freuler diventa titolare di quella svizzera e Gómez esordisce con quella argentina, in aggiunta a Franck Kessié il quale già era titolare in quella ivoriana prima dell'inizio della stagione. Frattanto, fuori dal campo, all'inizio del 2017 arriva l'assegnazione del bando dello stadio di Bergamo a favore della società.

##### Biennio 2017-2019: la conferma ad alti livelli
Con la stagione seguente arriva una nuova qualificazione europea, stavolta ai preliminari di Europa League, grazie al settimo posto in Serie A; in questa stagione il club raggiunge inoltre la semifinale di Coppa Italia, mentre il cammino in Europa League si interrompe ai sedicesimi di finale contro il Borussia Dortmund a fronte di un risultato aggregato di 4-3

Gian Piero Gasperini, sulla panchina atalantina dal 2016 al 2025, è stato artefice della prima qualificazione nerazzurra in Champions League (2019) e del primo successo internazionale con l'Europa League (2024).

L'annata 2018-2019 vede l'eliminazione allo spareggio preliminare di Europa League per opera del Copenaghen ai tiri di rigore; in stagione il club raggiunge inoltre per la quarta volta nella propria storia la finale di Coppa Italia, eliminando nell'ordine il Cagliari, la Juventus e la Fiorentina, salvo poi perdere per 2-0 la finale contro la Lazio, con reti di Milinković-Savić e Correa. In campionato, invece, il cammino dei nerazzurri inizia con alcuni risultati negativi nella prima parte del girone di andata, che viene concluso al settimo posto in classifica; nel girone di ritorno, al contrario, grazie anche al miglior attacco del campionato (77 reti) la squadra risale in classifica fino a chiudere il campionato al terzo posto, suo migliore piazzamento di sempre in massima serie, che consente di ottenere la qualificazione alla successiva edizione della UEFA Champions League.

##### Triennio 2019-2022: partecipazioni alla UEFA Champions League
La stagione 2019-2020 vede l'Atalanta impegnata per la prima volta nella sua storia in UEFA Champions League. Il sorteggio inserisce i bergamaschi in un girone che vede come rivali la Dinamo Zagabria, lo Šachtar e il Manchester City; il debutto nella competizione avviene il 18 settembre 2019 a Zagabria, dove tuttavia l'Atalanta inizia il suo percorso europeo perdendo per 4-0 (peggior esordio di sempre di una squadra italiana nella competizione); le due successive gare vedono altrettante sconfitte, la prima di misura a San Siro (campo designato per le sfide europee dei nerazzurri) contro lo Shakhtar, vittorioso 2-1 allo scadere, e l'altra a Manchester, dove i padroni di casa sconfiggono 5-1 i lombardi. Grazie al pareggio con il City e ai successi con Dinamo e Shakhtar nelle gare di ritorno, il club riesce però a conquistare l'accesso alla fase a eliminazione diretta, prima volta per una squadra che aveva perso le prime tre partite della fase a gironi. Negli ottavi di finale, eliminando il Valencia con un risultato aggregato di 8-4, la Dea approda ai quarti di finale della competizione europea dove, alla ripresa della competizione dopo lo stop alla stagione sportiva imposto dalla pandemia di COVID-19, il 12 agosto 2020 affronta in gara unica, sul neutro di Lisbona, il Paris Saint-Germain, venendo sconfitta per 2-1.

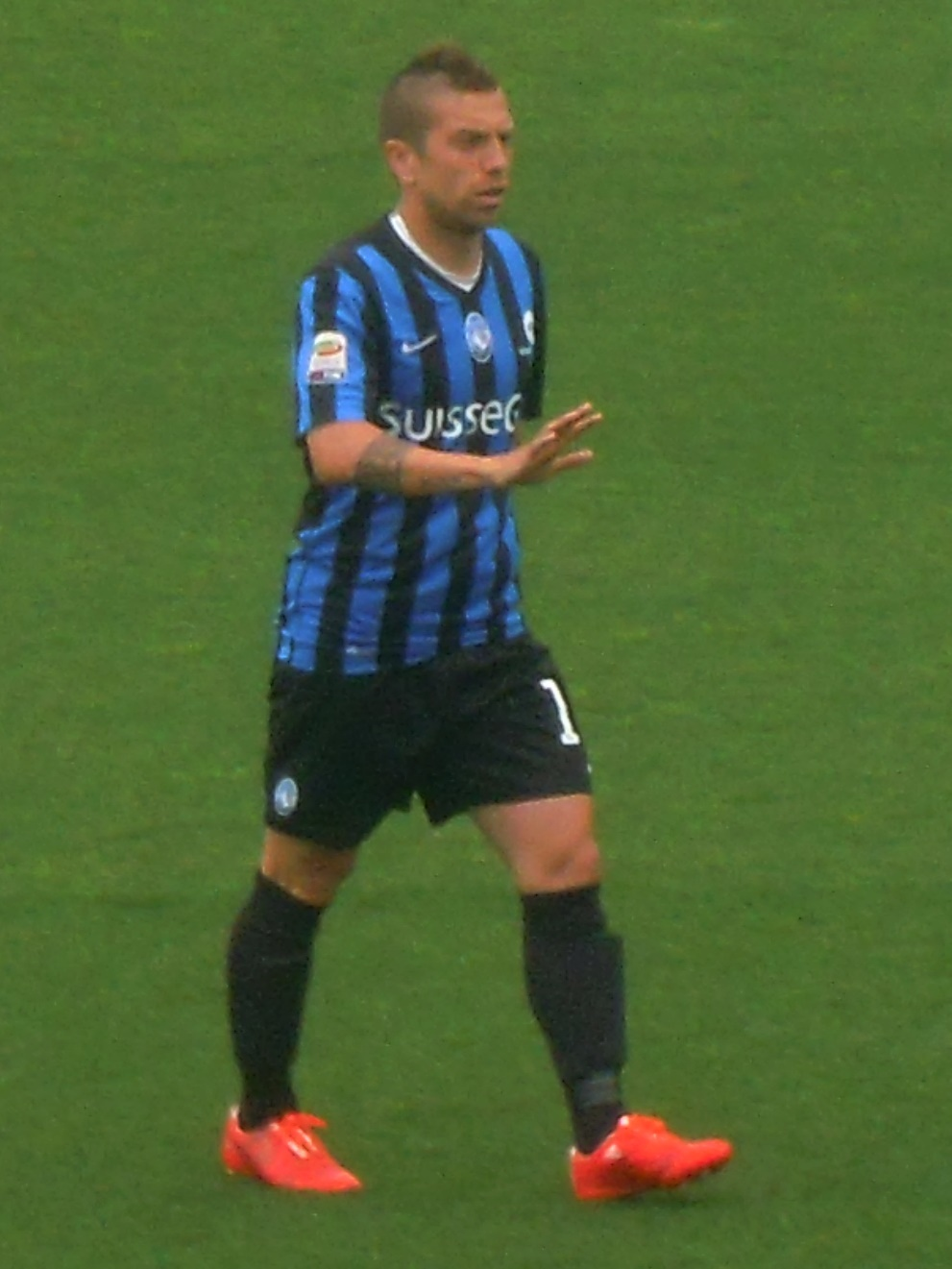
Alejandro Gómez

Frattanto in Serie A la squadra si era riconfermata al terzo posto, realizzando il nuovo record societario di punti (78), di gol (98) e di vittorie consecutive (9). Anche nella stagione 2020-2021 il club termina il campionato al terzo posto in classifica, nuovamente con 78 punti; la seconda esperienza in UEFA Champions League si conclude invece con l'eliminazione per mano degli spagnoli del Real Madrid negli ottavi di finale con il punteggio aggregato di 5-1. In stagione i nerazzurri si qualificano anche per la finale di Coppa Italia per la quinta volta nella loro storia, perdendo però per 2-1 contro la Juventus.
Il campionato di Serie A 2021-2022 inizia bene per l'Atalanta, che, al termine del girone di andata si ritrova a occupare il quarto posto, ma un girone di ritorno difficile porta la squadra a concludere il torneo all'ottavo posto e rimanere fuori dalle competizioni europee dopo cinque stagioni partecipazioni consecutive. In Europa gli orobici vengono eliminati nel girone di Champions League, piazzandosi terzi e passando quindi in Europa League, dove vengono eliminati dai tedeschi del RB Lipsia ai quarti di finale.

##### Triennio 2022-2025: la vittoria dell'Europa League
Nella stagione 2022-2023 l'Atalanta riesce a piazzarsi (anche per via di una penalizzazione inflitta della Juventus) al quinto posto in classifica, qualificandosi all'Europa League. L'annata seguente vede gli orobici competere su più fronti sino alla fine: sul versante nazionale, in campionato si piazza al quarto posto, mentre in Coppa Italia raggiunge la finale per la terza volta in sei edizioni, ma viene nuovamente sconfitta nell'atto conclusivo del torneo, stavolta dalla Juventus. In ambito europeo, invece, gli orobici riescono a vincere l'Europa League imponendosi per 3-0, con tripletta di Ademola Lookman, nella finale di Dublino contro un Bayer Leverkusen che, peraltro, in stagione era fin lì imbattuto: oltre ad essere il primo alloro continentale nella storia del club bergamasco, è anche il primo di una squadra italiana in questa competizione da quando ha assunto la nuova denominazione, a venticinque anni dal precedente successo italiano nell'allora Coppa UEFA. L'annata successiva vede così il club tornare a giocare la Champions League, conclusasi con un'eliminazione nello spareggio successivo alla fase campionato per mano dei belgi del Club Bruges; in questa stagione l'Atalanta gioca inoltre per la prima volta nella sua storia sia la Supercoppa UEFA (persa 2-0 contro il Real Madrid) che la Supercoppa italiana (dove viene eliminata con un 2-0 dall'Inter in semifinale), mentre in Serie A eguaglia il suo miglior piazzamento di sempre (terzo posto) qualificandosi nuovamente alla Champions League. Nella stagione 2024-2025 viene inoltre disputata la prima partita a capienza piena dopo la ristrutturazione (iniziata nel 2019, con settori chiusi a rotazione nell'arco dei vari campionati) dello Stadio Atleti Azzurri d'Italia (indicato in questi anni come Gewiss Stadium).